# جو ماغيري
جو ماغيري (بالإنجليزية: Joe Maguire)‏ (18 يناير 1996 في المملكة المتحدة - ) هو لاعب كرة قدم بريطاني في مركز الدفاع. لعب مع نادي ليتون أورينت ونادي ليفربول.

## وصلات خارجية
- جو ماغيري على موقع قاعدة بيانات كرة القدم.إي يو (الإنجليزية)
- جو ماغيري على موقع Soccerbase.com (لاعب) (الإنجليزية)
- جو ماغيري على موقع Soccerway.com (الإنجليزية)
- جو ماغيري على موقع AS.com (الإسبانية)